# Щёлоковский хутор
Архитектурно-этнографический музей-заповедник «Щёлоковский хутор» (до 2014 года — Музей архитектуры и быта народов Нижегородского Поволжья в составе Нижегородского государственного историко-архитектурного музея-заповедника) — музей в Нижнем Новгороде, расположенный в Советском районе, на 38 гектарах территории лесопарка «Щёлоковский хутор».

## История
Первоначально хутор назывался Махотинским по имени его основателя — нижегородского полицмейстера А. Е. Махотина, ветерана Отечественной войны 1812 г. Основан в 50-х годах XIX века. В 1870-е гг. хутор выкупил один из бакалейщиков Щёлоковых. Под фамилией купца-чаеторговца он и увековечен в топонимике города. Краевед Д. Н. Смирнов приводит другое объяснение: хутор принадлежал толстовской колонии, во главе которой был статистик уездного земства Д. Ф. Щёлок. По его фамилии и назвали хутор.
Решение о создании музея было принято распоряжением Совета Министров РСФСР в декабре 1958 года, а в 1959 году архитектором-реставратором С. Л. Агафоновым и искусствоведом М. П. Званцевым был разработан эскиз генерального плана музея, который так и остался нереализованным.
Спустя 10 лет — в 1969 году, архитектором Ю. Г. Самойловым была разработана генеральная планировка музея с привязкой к земле, отведённой решением Горьковского облисполкома. Музей архитектуры и быта народов Нижегородского Поволжья открылся 3 июня 1973 года в составе Нижегородского государственного историко-архитектурного музея-заповедника. Его целью стало сохранение, изучение и пропаганда культурного наследия народа на основе древних памятников зодчества.
С 1975 по 2002 годы заведующим музея быта народов нижегородского Поволжья являлась Кормухина Фаина Анфимовна (1939—2010) — мать известной певицы Ольги Кормухиной. Фаина Анфимовна участвовала в совместных этнографических экспедициях с Горьковским инженерно-строительным институтом. Результатом стал собранный богатый этнографический материал и обширная информационная база об архитектурных памятниках деревянного зодчества Нижегородской области.
На основе музея архитектуры и быта народов Нижегородского Поволжья 1 января 2014 был создан автономный архитектурно-этнографический музей-заповедник «Щёлоковский хутор»..
Экспозиция музея представлена сельской архитектурой XIX века: жилыми избами, овинами, амбарами, мельницами и церквями XVII—XVIII вв. Памятники деревянного зодчества перенесены из северных районов Нижегородской области. Фасады изб украшены традиционной рельефной резьбой. В помещениях домов восстановлены интерьеры с подлинными предметами крестьянского быта.

## Объекты
В настоящее время на территории музея располагается 16 объектов:
- Изба Обухова, д. Ульянково, Городецкий район, середина XIX в. представляет собой тип «избы связью» на невысоком подклете, состоит из зимней избы, выходящей на улицу, сеней и горницы. Фасад богато украшен барельефной резьбой в виде пышных растительных завитков и розеток-цветов.
- Изба Салтыкова, д. Кошелево, Ковернинский район, конец XVIII — начало XIX вв. — одно из наиболее старых сохранившихся в области сооружений с безгвоздевой самцовой кровлей.
- Дом Пашковой, д. Перелаз, Семёновский район, середина XIX в. — высокий рубленный дом на высоком подклете. Внутри избы и горницы хорошо сохранились подлинные интерьеры сер. XIX в.
- Дом Павловой, д. Раково, Ковернинский район, середина XIX в. Большой двухэтажный дом принадлежал крестьянину-предпринимателю.
- Дом титулярной советницы А. А. Клочковой, построен в 1837—1838 гг. по проекту первого нижегородского городового архитектора Георга Кизеветтера. Находился в центре города, на улице Варварской (дом № 27). В 2007 году[3] был разобран и перенесён в музей, а на его месте было построено новое здание.
- Мельница-столбовка, д. Петухово, Городецкий район, конец XIX в. Отреставрирована в 2022 году.
- Мельница водяная, д. Рябиновка, Ковернинский район, конец XIX в.
- Колодец со ступальным колесом, г. Городец, конец XIX в.
- Ямный овин, д. Михайлово, Уренский район, конец XIX в. Предназначен для просушки снопов дымом перед ручной молотьбой.
- Верховой овин, д. Шашки, Семёновский район, конец XIX в. Двухэтажный сруб с двускатной крышей «на курицах» с прирубленным сбоку пеледом для входа в подовин — помещение для очага, с верхним ярусом — садилом и окном для подачи снопов.
- Амбар А. У. Коневой, д. Малая Дуброва, Семёновский район, вторая половина XIX в. Сохранилось внутреннее оборудование — сусеки.
- Амбар, с. Пятницкое, Семёновский район, конец XIX в.
- Амбар Грошевой, д. Малая Дуброва, Семёновский район, конец XIX в. Амбары предназначены для хранения зерна. Имеют выступ-повал на главном входе и предмостье-площадку.
- Покровская церковь, с. Старые Ключищи, Кстовский район, 1731 г.
- Покровская церковь, с. Зелёное, Городецкий район, 1672 г.
- Подводная лодка Б-534 «Нижний Новгород» с американским флагом [4]

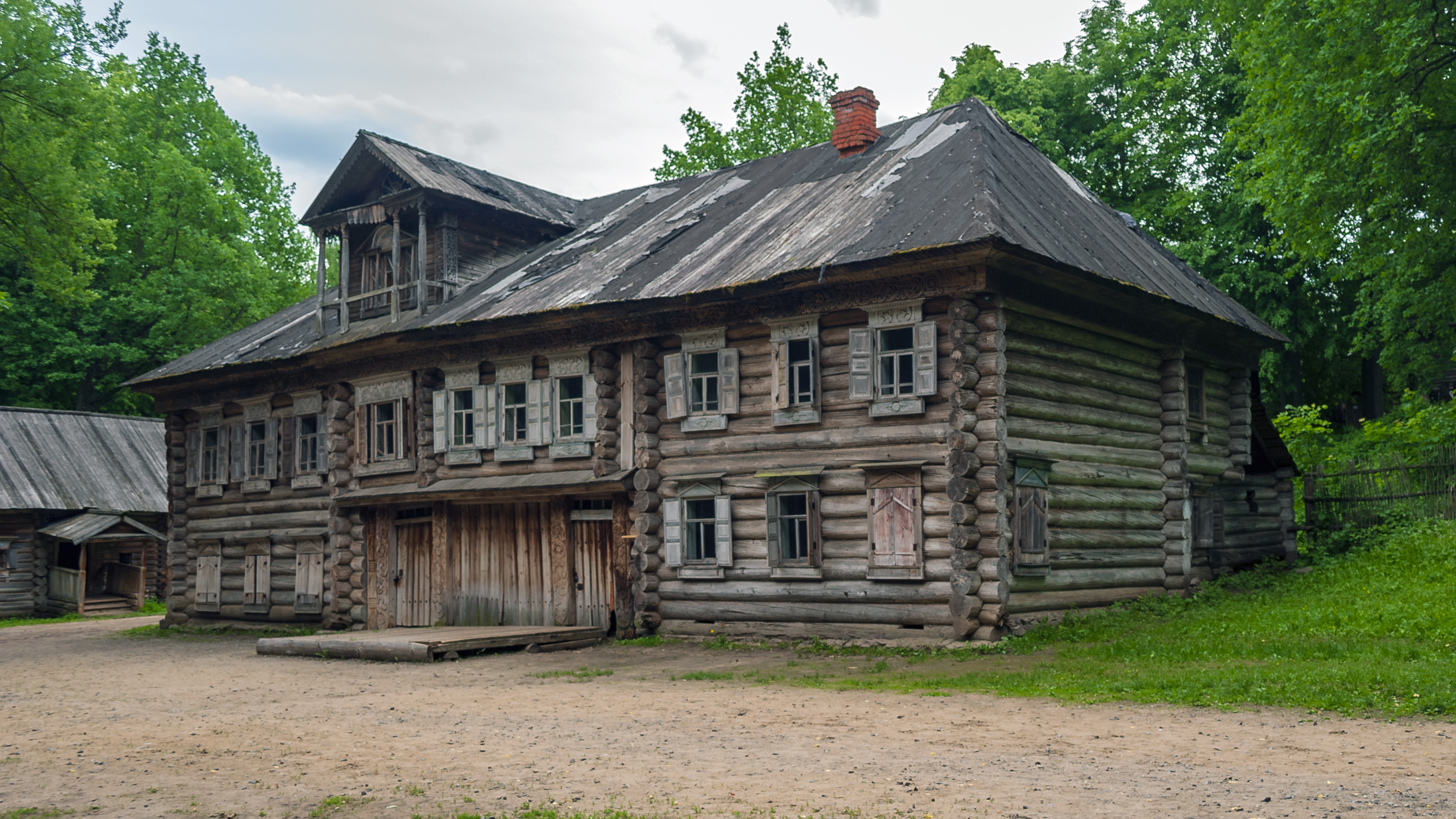
Дом Павловой и изба Обухова (сер. XIX в.)
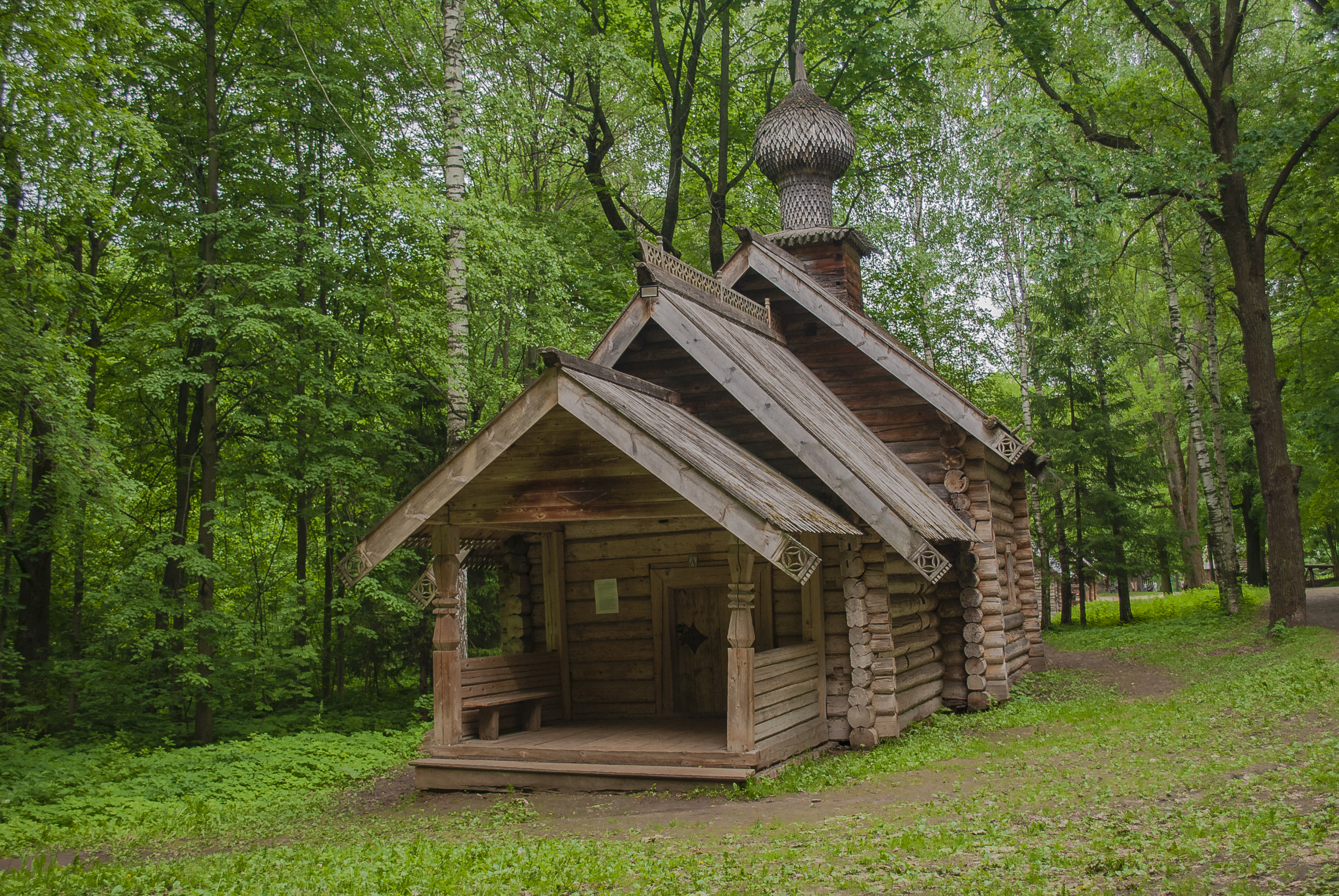
Покровская церковь, с. Зелёное, Городецкий район, 1672 г.
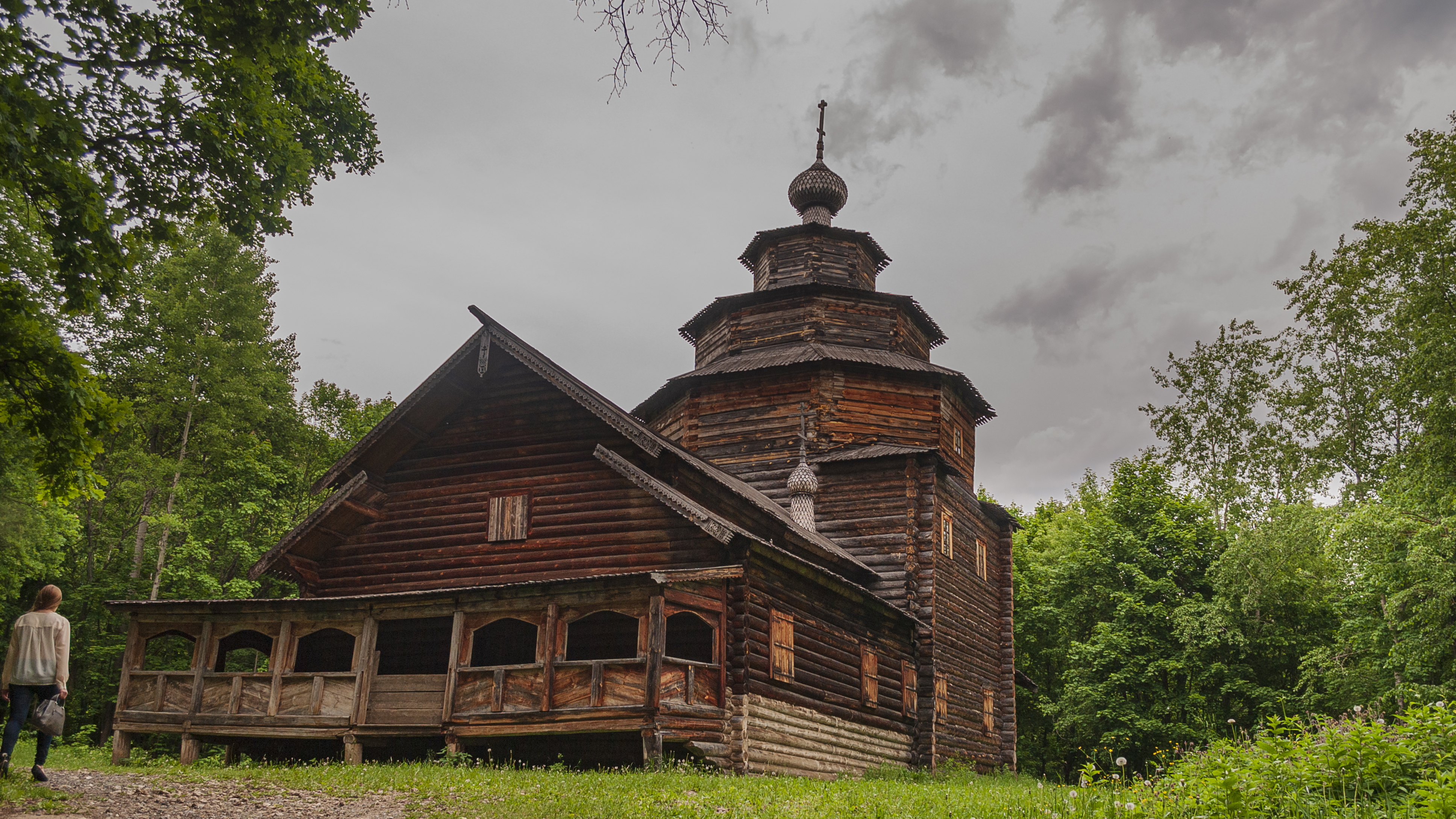
Покровская церковь, с. Старые Ключищи, Кстовский район, 1731 г.
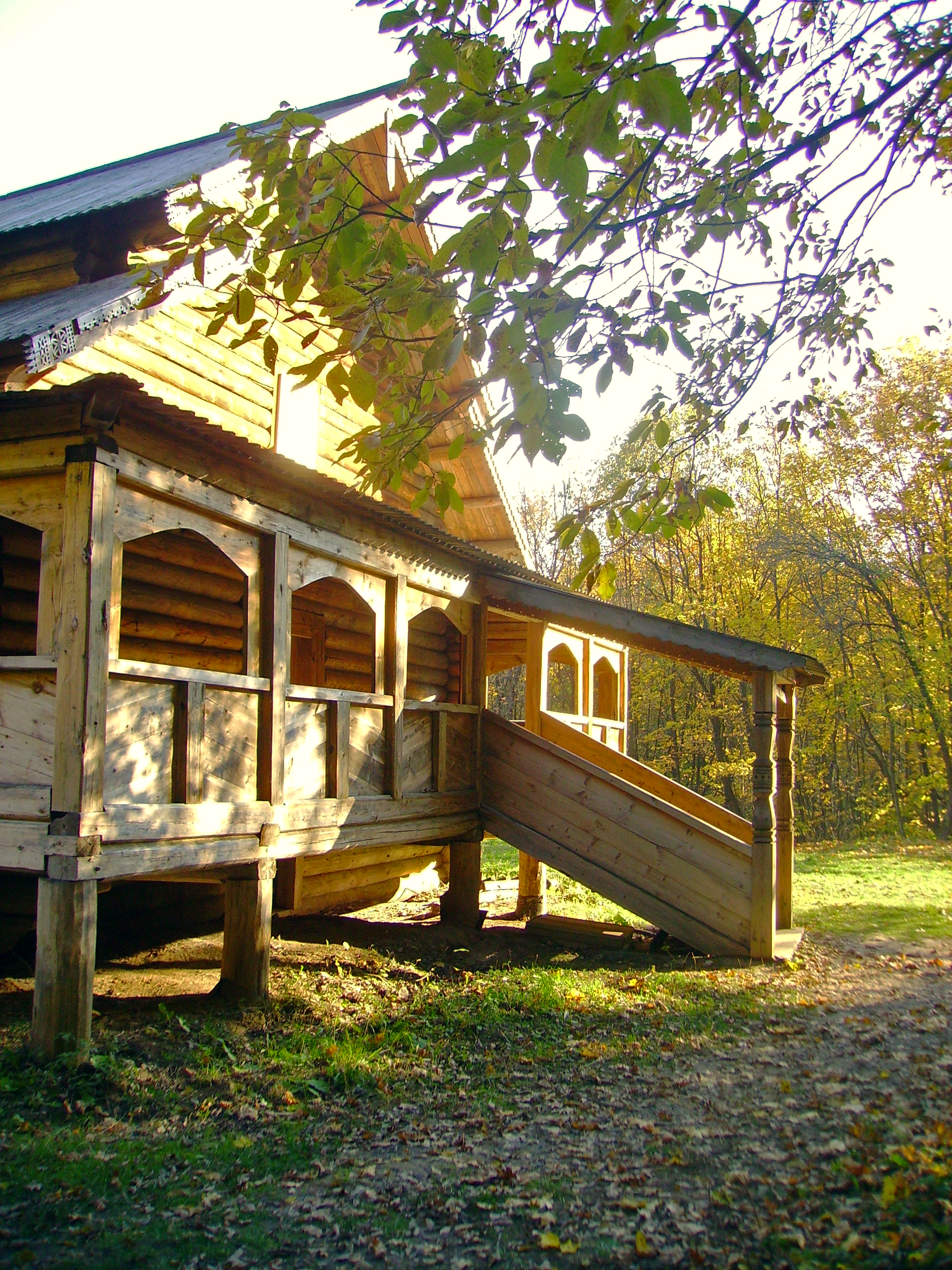
Крыльцо Покровской церкви, 1731 г.
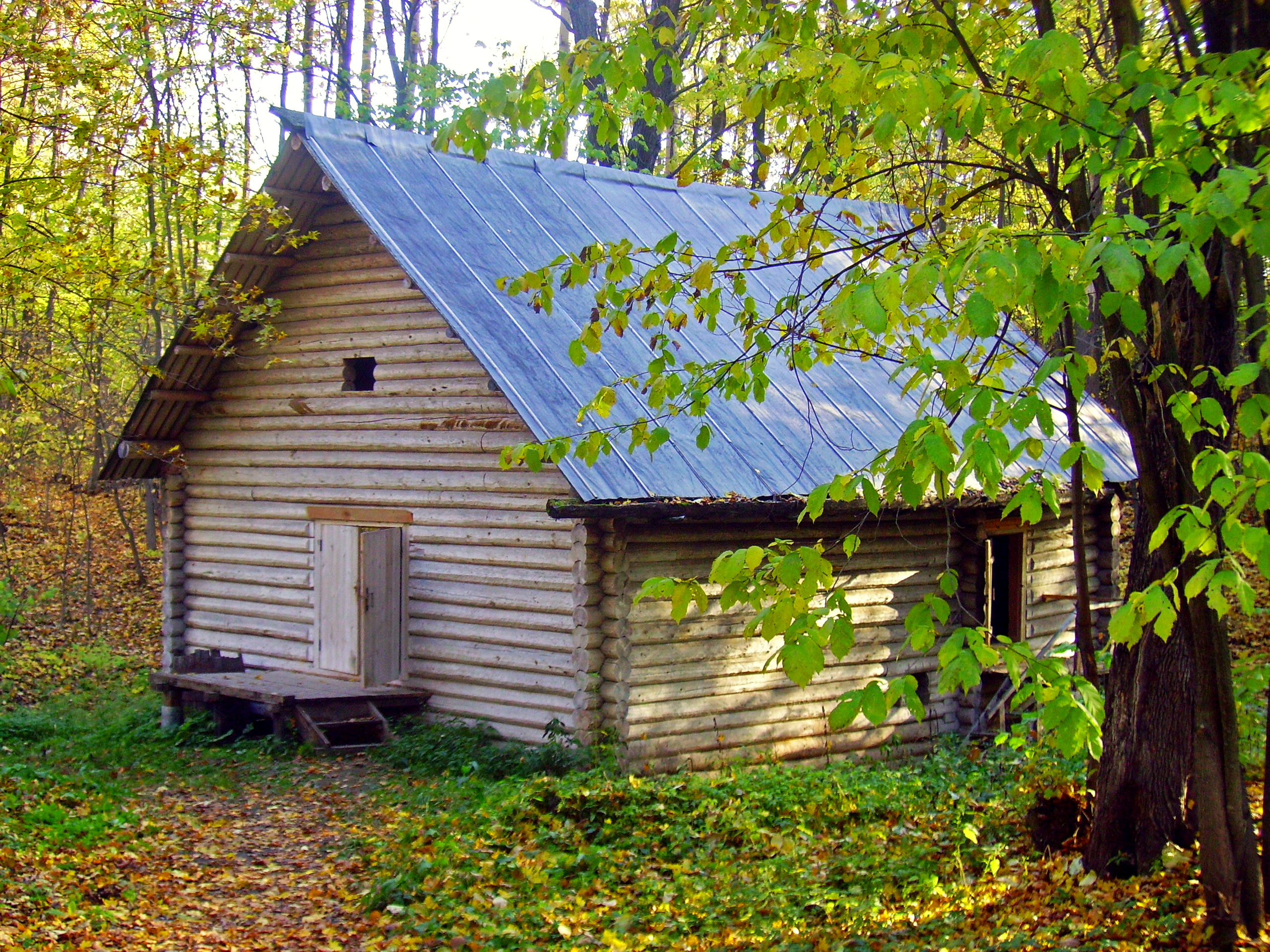
Водяная мельница (конец XIX в.)
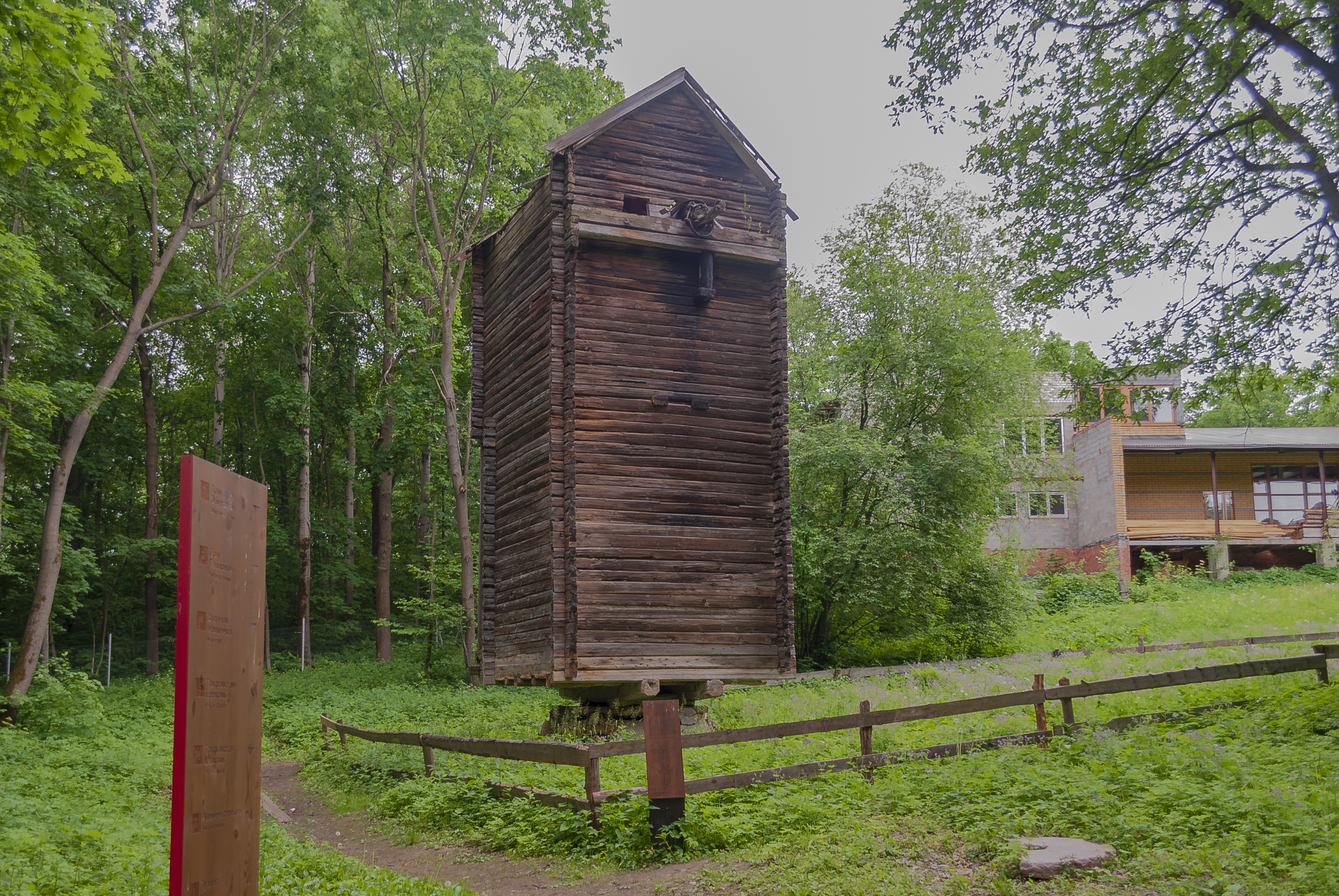
Мельница-столбовка (конец XIX в.)
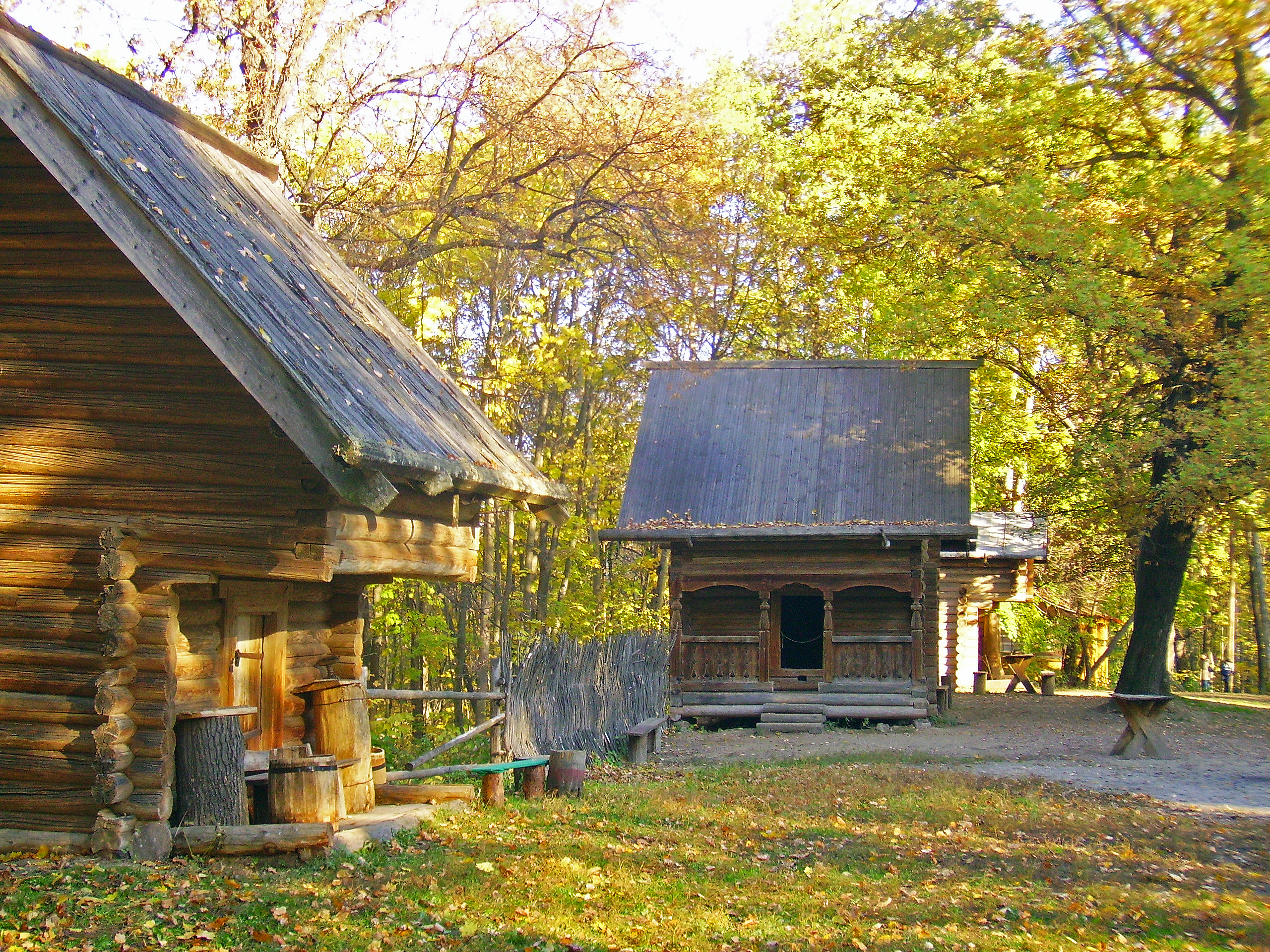
Амбары Грошевой (слева) и Пучковой (справа)
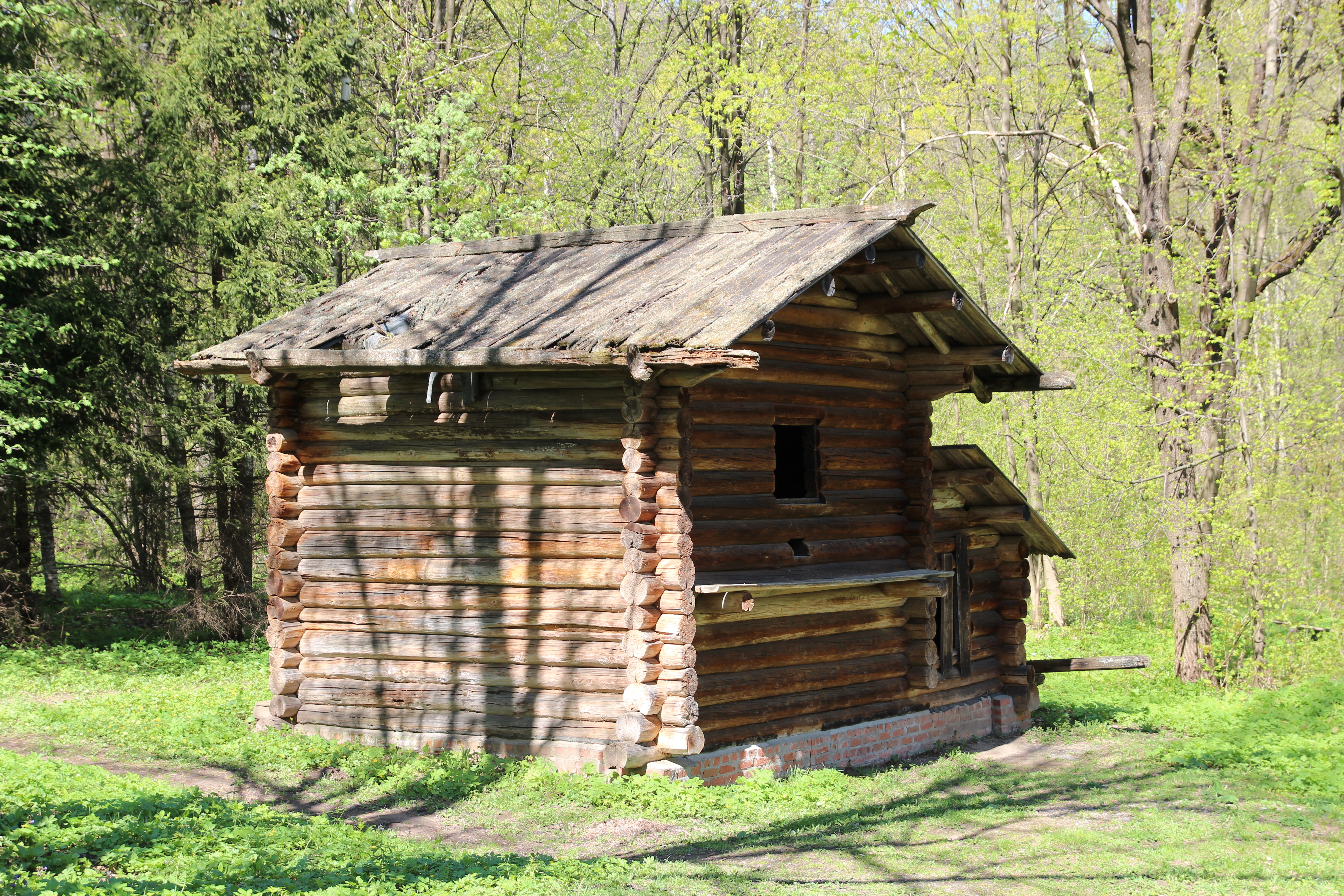
Верховой овин, д. Шашки, Семёновский район, конец XIX в.
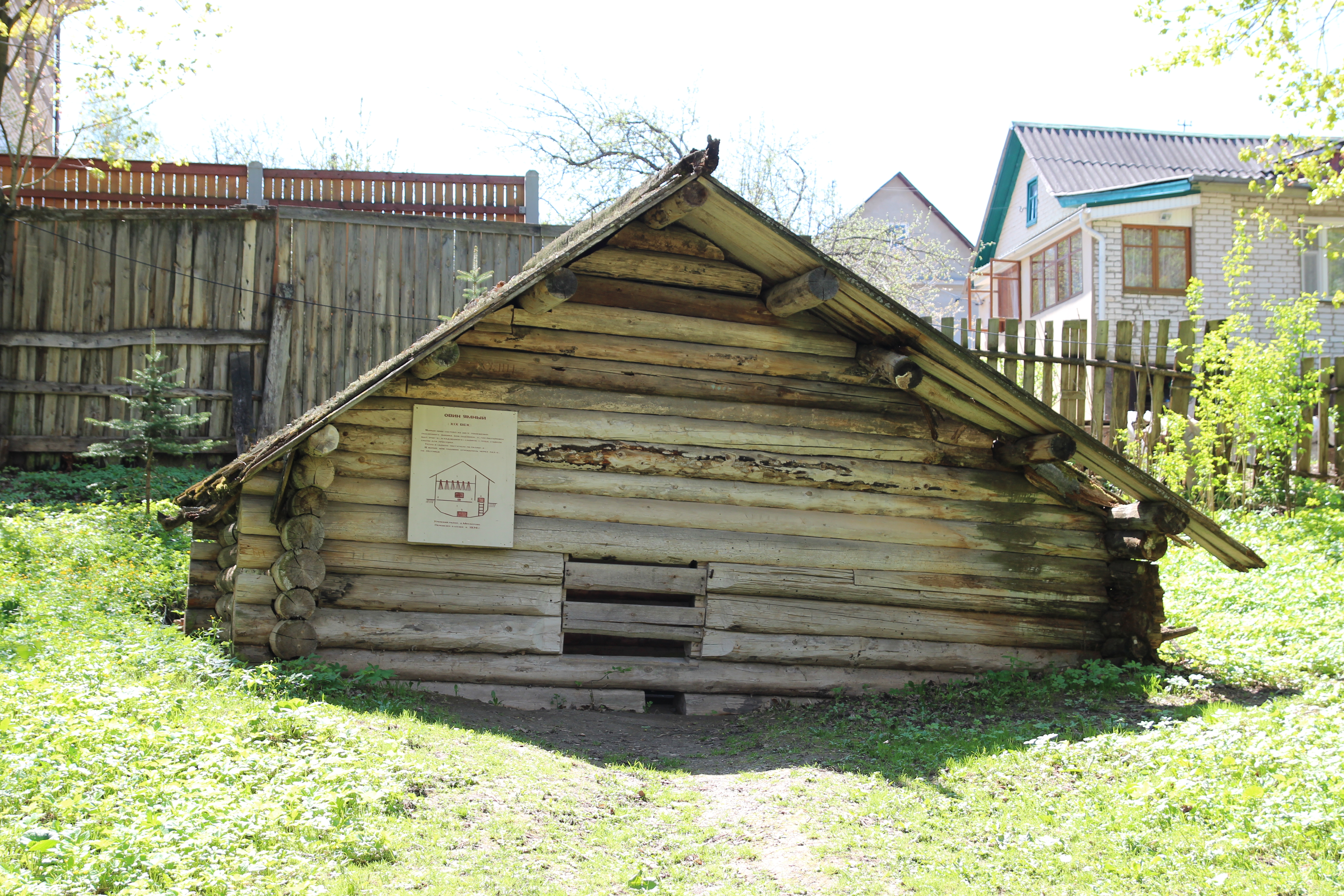
Ямный овин, д. Михайлово, Уренский район, конец XIX в.
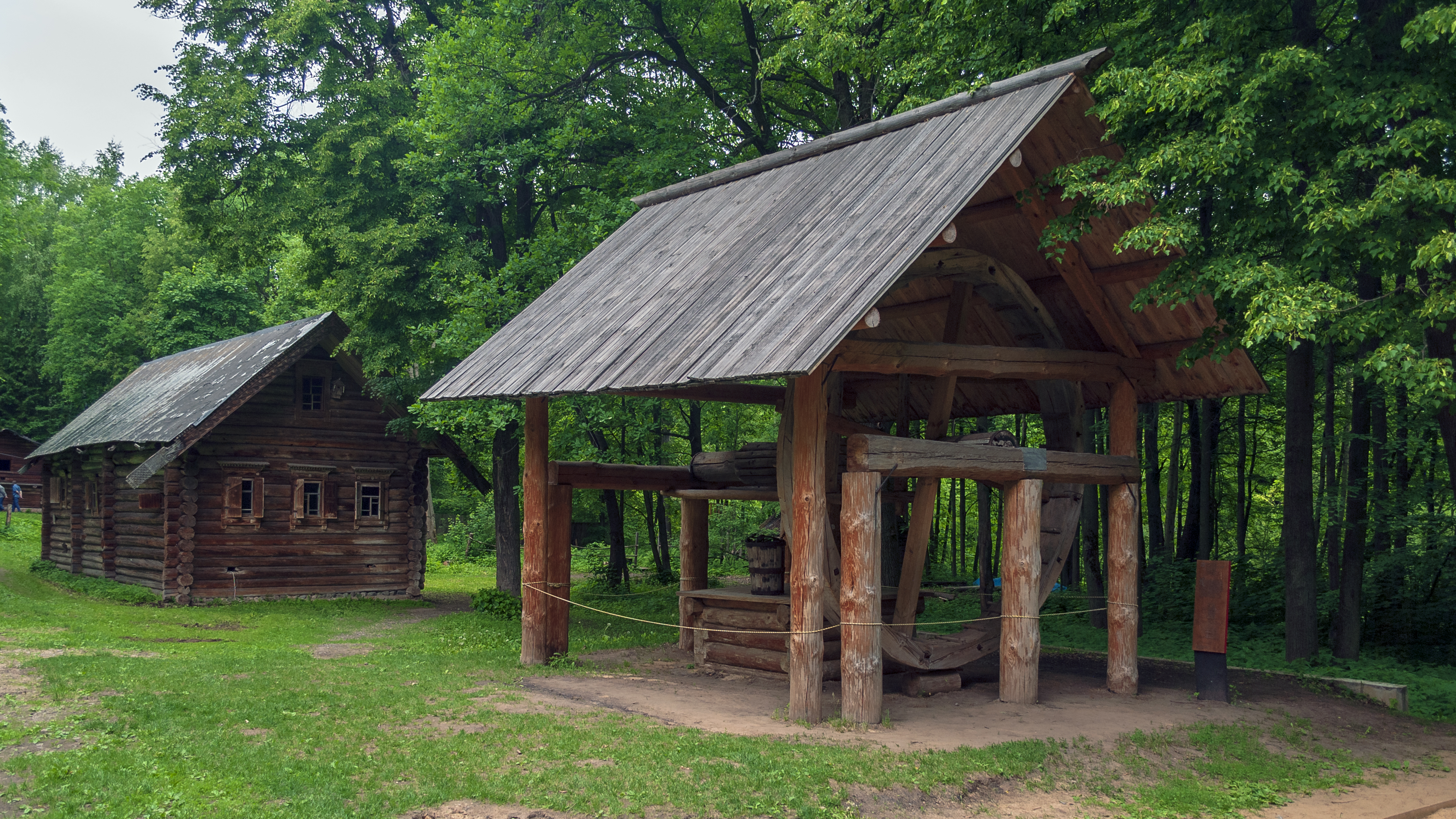
Колодец со ступальным колесом, Городец, конец XIX в.

## В кино
На территории музея снимались эпизоды фильмов «Вишнёвый омут», «Жизнь Клима Самгина», «Сибирский цирюльник», «Дети Арбата».